# Ylihärmäbanan
Ylihärmäbanan var en del av det finländska järnvägsnätet, vars ursprungliga ändstation var i centralorten i Ylihärmä kommun. Banan förgrenade sig söder om Härmä järnvägsstation på Österbottenbanan. Banans längd var 12,5 kilometer. Banan öppnades 1931 och sista tåget kördes 1990. Den rivna sträckans banvall används som skogstraktorväg och vintertid utnyttjas banvallen som snöskoterled.